# Mali zvezdni pentakisni dodekaeder
| Mali zvezdni pentakisni dodekaeder           | Mali zvezdni pentakisni dodekaeder                   |
| -------------------------------------------- | ---------------------------------------------------- |
|                                              |                                                      |
| Vrsta                                        | zvezdni polieder                                     |
| Elementi                                     | F = 30, E = 60, V =26 ({\displaystyle \chi \,} = -4) |
| Grupa simetrije                              | Ih, [5,3], *532                                      |
| Sklici                                       | DU49                                                 |
| prisekan veliki dodekaeder (dualni polieder) |                                                      |

Mali zvezdni pentakisni dodekaeder je v geometriji nekonveksen izoederski polieder. Njegovo dualno telo je prisekan veliki dodekaeder. Ima 60 sekajočih se trikotnih stranskih ploskev. 

## Vir
- Wenninger, Magnus (1983), Dual Models, Cambridge University Press, ISBN 978-0-521-54325-5, MR730208